# Hoek van Holland

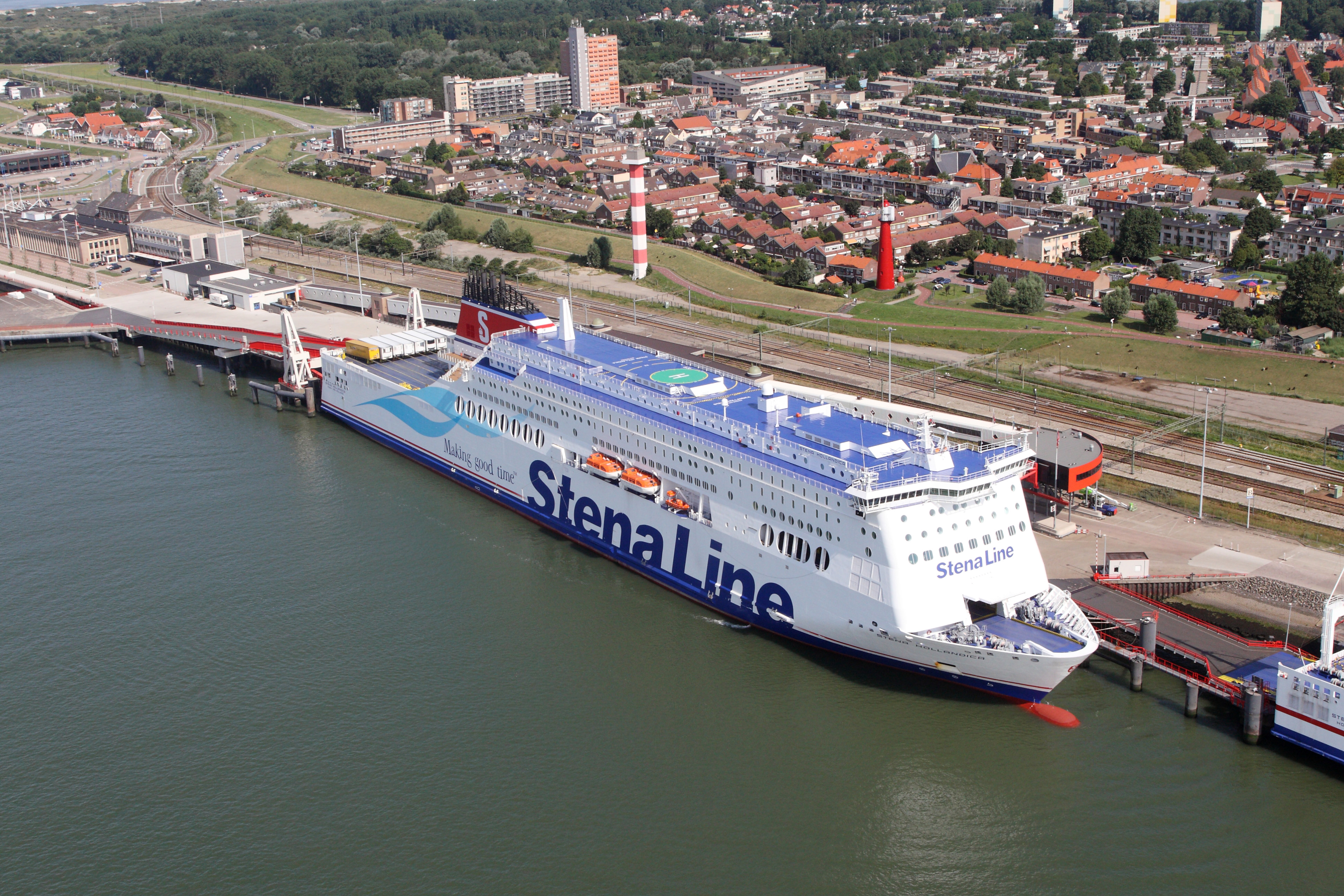
Hoek van Holland, Hafen

Hoek van Holland (niederländisch [ˈɦuk fɑn ˈɦɔlɑnt] ⓘ, deutsch Ecke von Holland) ist ein Stadtbezirk von Rotterdam, der sich aber den Charakter eines kleinen Küstenstädtchens und Badeorts bewahrt hat. Es liegt in Südholland an der Hauptmündungsstelle des Rheins. Dieser Stromabschnitt des Rheins heißt aus flussgeschichtlichen Gründen hier Oude Maas (Alte Maas) und wurde 1872 zum Nieuwe Waterweg (Neuer Wasserweg) ausgebaut. Nachbarstädte sind Monster, ’s-Gravenzande und Naaldwijk im Nordwesten sowie Maassluis im Südosten. Auf der anderen Flussseite liegen der Europoort und Maasvlakte.
Hoek van Holland hat eine Fläche von 18,53 km²; davon sind 14,19 km² Festland. Am 1. Januar 2024 hatte der Ort 10.565 Einwohner.

## Geschichte
Das Gebiet von Hoek van Holland entstand als Sandbank an der Maasmündung, als es nach der Elisabethenflut von 1421 zunehmend verschlammte. Alle möglichen Pläne wurden entwickelt, um den Schifffahrtskanal nach Rotterdam zu verbessern. 1863 wurde schließlich beschlossen, den Nieuwe Waterweg zu bauen. Dieser wurde zwischen 1866 und 1868 gegraben. Die Route verlief durch die „Ecke von Holland“, wo eine primitive Siedlung entstand, der Oude Hoek -heute Zuidelijk Strandcentrum (Südstrandzentrum)- wo sich viele Arbeiter und leitende Angestellte von Rijkswaterstaat niederließen.
Hoek van Holland fiel verwaltungstechnisch zunächst unter die Gemeinde ’s-Gravenzande. Ein Versuch der Hoekenezen, den Ort in eine eigenständige Gemeinde umzuwandeln, scheiterte, am 1. Januar 1914 wurde Hoek van Holland zu Rotterdam eingemeindet. Einige Jahre später begann sich das Dorf zu einem Badeort zu entwickeln, seitdem wird es informell als „Rotterdam am Meer“ bezeichnet.

## Fort und Zweiter Weltkrieg
Das Fort Hoek van Holland wurde zwischen 1881 und 1889 zum Schutz der Maasmond (Maasmündung) gebaut. Das Fort wurde nach dem Ersten Weltkrieg, in dem die Niederlande neutral waren, in das Küstenartillerie-Regiment eingegliedert. Die 4. Kompanie der Küstenartillerie war im Fort Hoek van Holland stationiert. Das Fort wurde um 1927 aufgegeben. Mit dem drohenden Zweiten Weltkrieg wurden erneut Soldaten in der Festung stationiert. Am 13. Mai 1940 hielt die Regierung Dirk Jan de Geer ihre letzte Sitzung in den Niederlanden ab, bevor sie nach England floh. Am selben Tag verließ auch Königin Wilhelmina mit einem britischen Kriegsschiff das Fort, zunächst nach Zeeland, dann aber auf Befehl der britischen Admiralität nach Harwich in England.
Der Zweite Weltkrieg hat seine Spuren hinterlassen. Das Seebadgebiet von Hoek van Holland (der Oude Hoek) wurde während des Krieges für den Bau riesiger deutscher Bunkerkomplexe des Atlantikwalls fast vollständig abgerissen. Etwa hundert Bunker wurden gebaut, um die Wasserstraße nach Rotterdam zu verteidigen. Die Bunker sind noch weitgehend intakt und teilweise für die Öffentlichkeit zugänglich, ebenso wie das niederländische Fort. Das Dorfzentrum von Hoek van Holland blieb zunächst unberührt, aber 1943 wurde der sogenannte 2. Sandwerk (östlicher Teil des Dorfzentrums) von den Besatzern abgerissen, um ein Feuerfeld zu schaffen für eine mögliche Landung der Alliierten.

## Kindertransporte

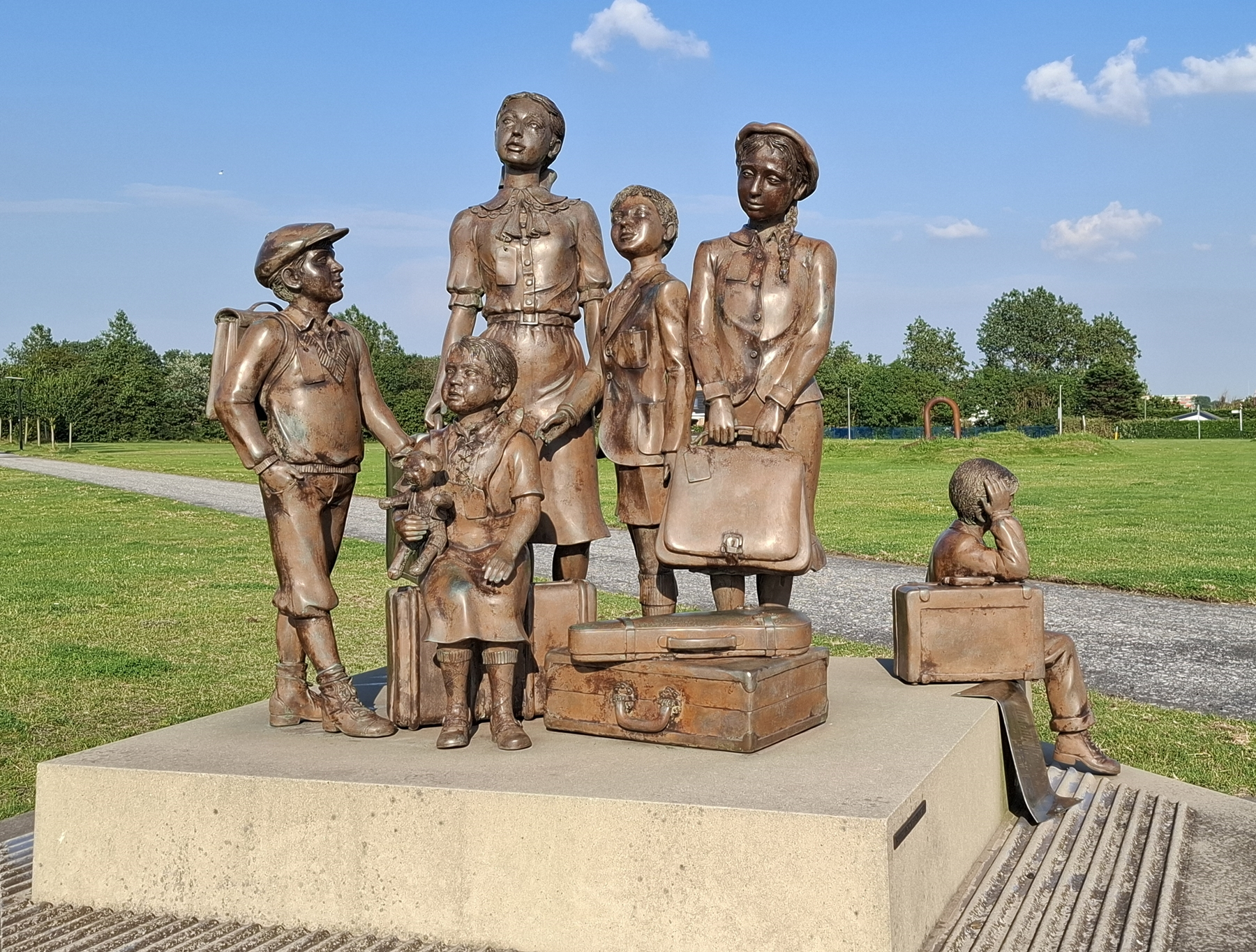
Das Denkmal Kindertransport – Channel Crossing to Life

Die Kindertransporte, mit denen ab Dezember 1938 bis zum Ausbruch des Zweiten Weltkriegs jüdische Kinder aus Deutschland, Österreich, der Tschechoslowakei, Schlesien, Pommern und Ostpreußen nach England gebracht werden konnten, erfolgten zumeist per Zug von den Heimatbahnhöfen der Kinder aus nach Holland. Größtenteils erfolgte dann vom Hoek van Holland aus die Überfahrt nach Harwich. Unterstützt wurden die Transporte von der niederländischen Regierung und durch freiwillige Helfer. Der erste Transport war am 1. Dezember 1938 am Berliner Anhalter Bahnhof gestartet und erreichte England tags darauf auf dieser Route. Bei der Genehmigung des Kindertransports legte die britische Regierung fest, dass die Kinder nicht älter als siebzehn sein durften und ihre Eltern nicht mitkommen durften. Die Nazis bestimmten unter anderem, dass die Kinder am Bahnhof sich nicht von den Zurückgebliebenen verabschieden durften. Insgesamt gelangten bis Kriegsausbruch im September 1939 auf diese Weise etwa 10.000 Kinder nach Großbritannien.
Die Bronzeskulptur Kindertransport – Channel Crossing to Life erinnert seit dem 30. November 2011 in Hoek van Holland an die Kindertransporte.

## Verkehr

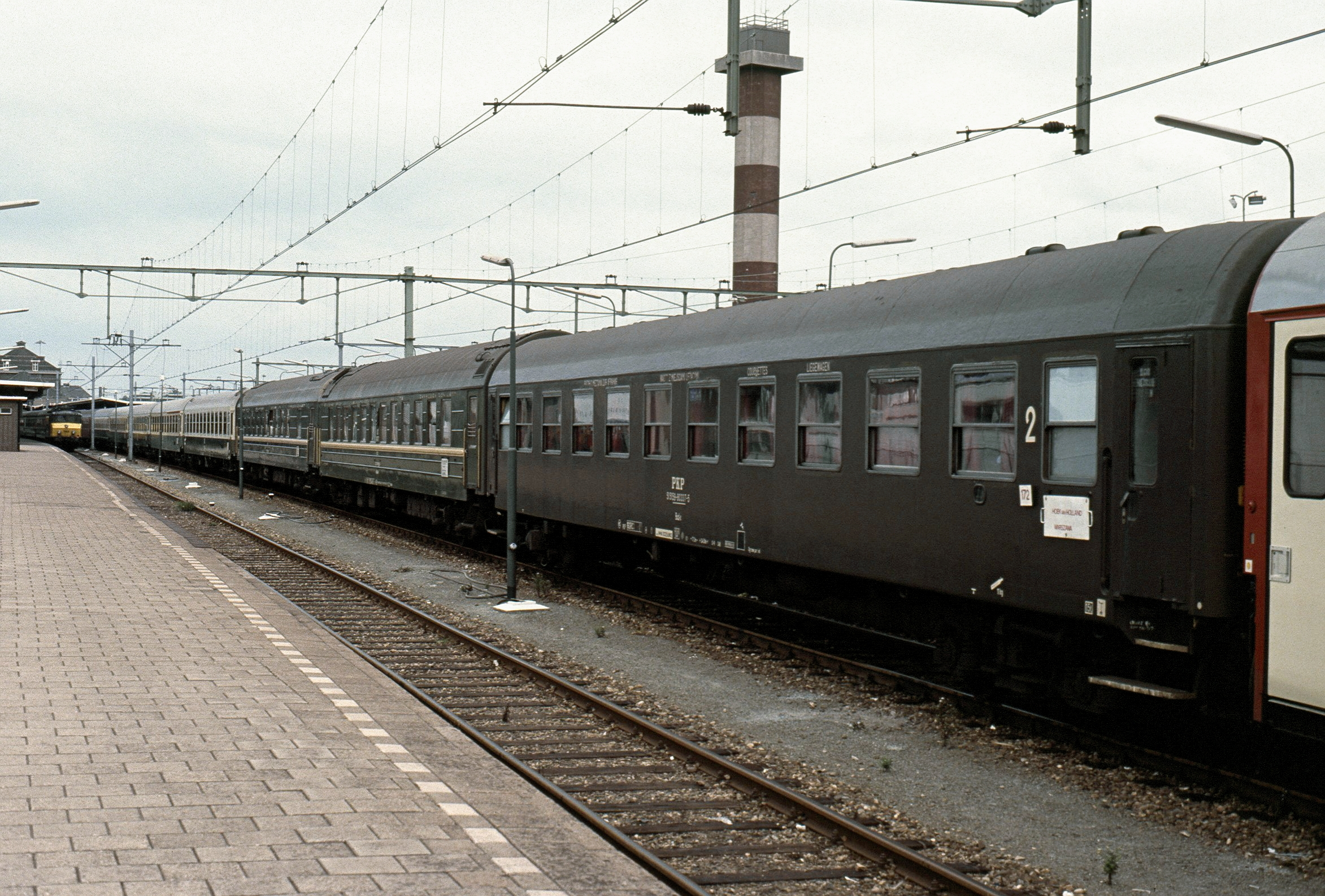
Internationaler Reisezug im Bahnhof Hoek van Holland Haven, 1991. Der dritte und vierte Wagen von rechts sind die beiden Schlafwagen von und nach Moskau

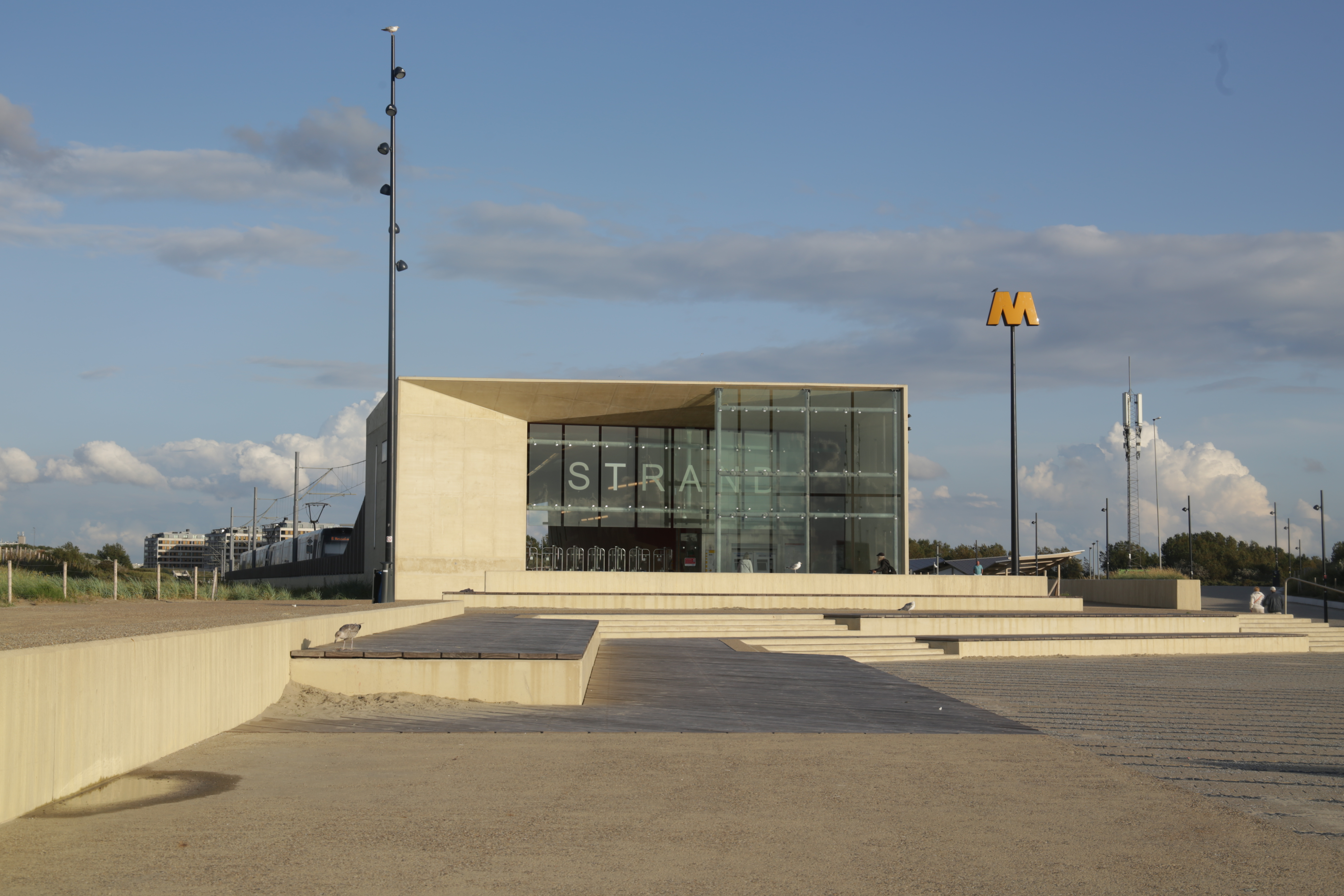
Metrostation Hoek van Holland, Endstation der Linie B Nesselande – Hoek van Holland Strand

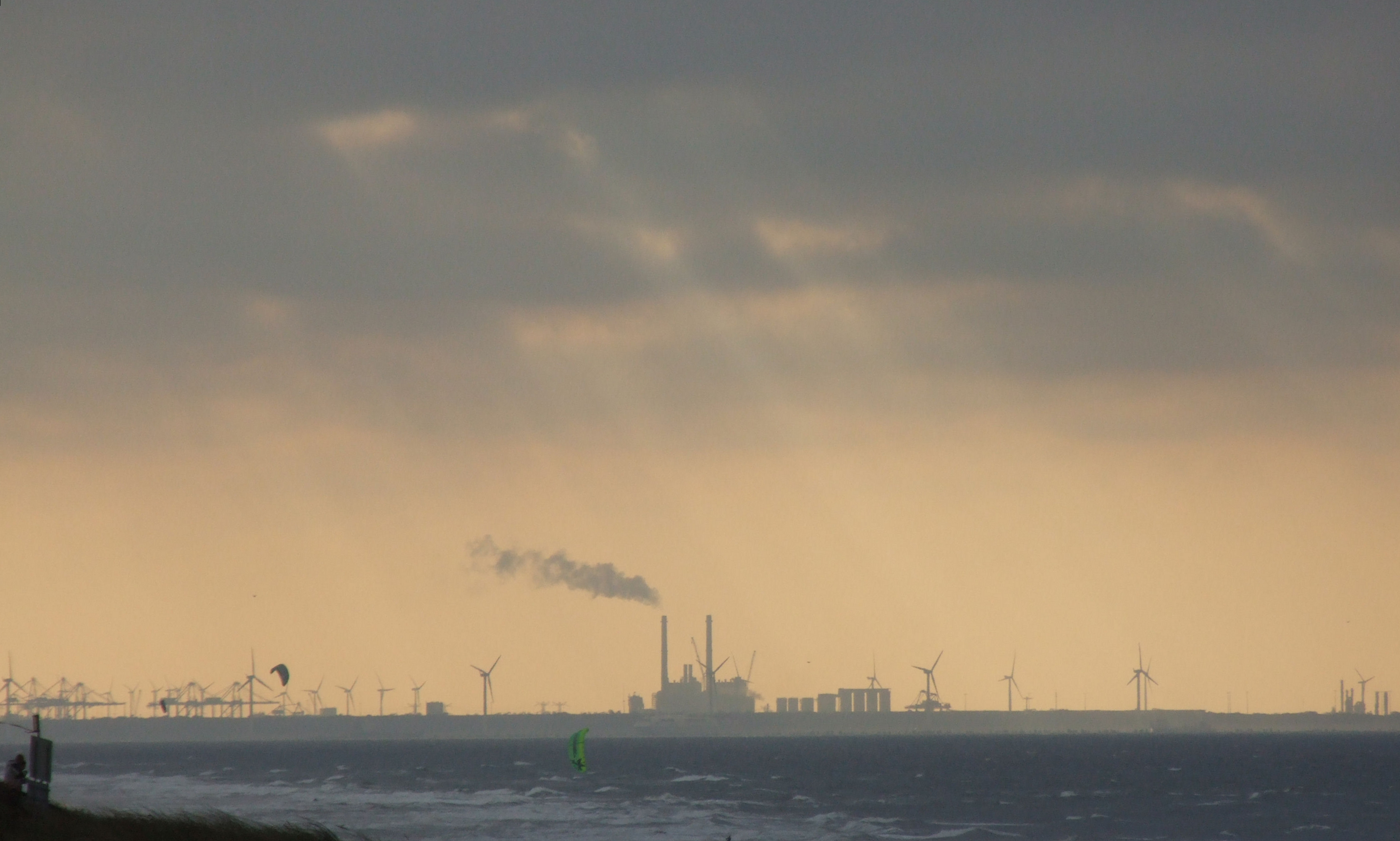
Blick vom Strand von Noordwijk nach Hoek van Holland mit vorgelagerter Raffinerie und Windrädern

Hoek van Holland war und ist einer der wichtigsten Fährhäfen auf der Verbindung vom europäischen Festland nach Großbritannien. Der Personenbahnhof Hoek van Holland Haven direkt am Fährterminal war daher über Jahrzehnte das Ziel von Fernzügen aus Mitteleuropa wie dem Berlin-London-Express, dem Rheingold, dem Austria-Express oder dem Holland-Skandinavien-Express. Seit 1. April 2017 ist der Eisenbahnverkehr durch die NS auf der Bahnstrecke Schiedam–Hoek van Holland eingestellt. Die Strecke wurde als Metrostrecke der Metro Rotterdam umgebaut und am 30. September 2019 in Betrieb genommen. Seitdem fährt auf der Strecke die Metro der Linie B, die zwischen Hoek van Holland Haven und Nesselande über Maassluis Steendijkpolder, Vlaardingen, Schiedam Centrum, Beurs, Blaak, Kralingse Zoom und den Bahnhof Rotterdam Alexander verkehrt. Es herrscht ein 10-Minuten-Takt, ab Maassluis Steendijkpolder verkehrt jedoch nur jeder zweite Zug weiter bis Hoek van Holland Haven. Somit wird auf dem Abschnitt ab Maassluis Steendijkpolder ein 20-Minuten-Takt angeboten. Seit dem 31. März 2023 ist die Linie B bis zur Endstadion Hoek van Holland Strand durchgebunden, nachdem zuvor der letzte Streckenabschnitt Hoek van Holland Haven–Hoek van Holland Strand fertiggestellt worden ist.
Hoek van Holland wird außerdem durch die Buslinie 31 des Unternehmens EBS OV bedient. Die Linie verkehrt von Den Haag Leyenburg über Monster und 's-Gravenzande bis zur Endhaltestelle der Metro.
Am 21. Februar 1907 sank in einem schweren Sturm an der nördlichen Mole das britische Passagierschiff Berlin; 168 Menschen fanden bei dem Unglück den Tod.
Der Ort besitzt neben dem Bahnanschluss auch eine direkte Autobahnverbindung im Zuge der Europastraße 30. Derzeit bestehen zwei direkte Fährverbindungen (je eine Tages- und Nachtfähre) mit der Reederei Stena Line nach Harwich in Essex, England sowie eine Lastwagenfährverbindung nach North Killingholme Haven, Humber in Lincolnshire, England. 
Eine weitere Fähre stellt im Sommer eine regelmäßige Verbindung mit der Maasvlakte in Rotterdam dar.